# ヴィルヘルム (客船・1824年)
ヴィルヘルム (ドイツ語: Wilhelm)、通称「ゼーシュネック」（Seeschneck、湖のカタツムリ）は、ボーデン湖で定期運航を行った最初の蒸気船とされている。この船は、ヴュルテンベルク王国の王ヴィルヘルム1世の支援を受け、1824年に建造された。船名は王にちなんで名付けられた。

## 歴史

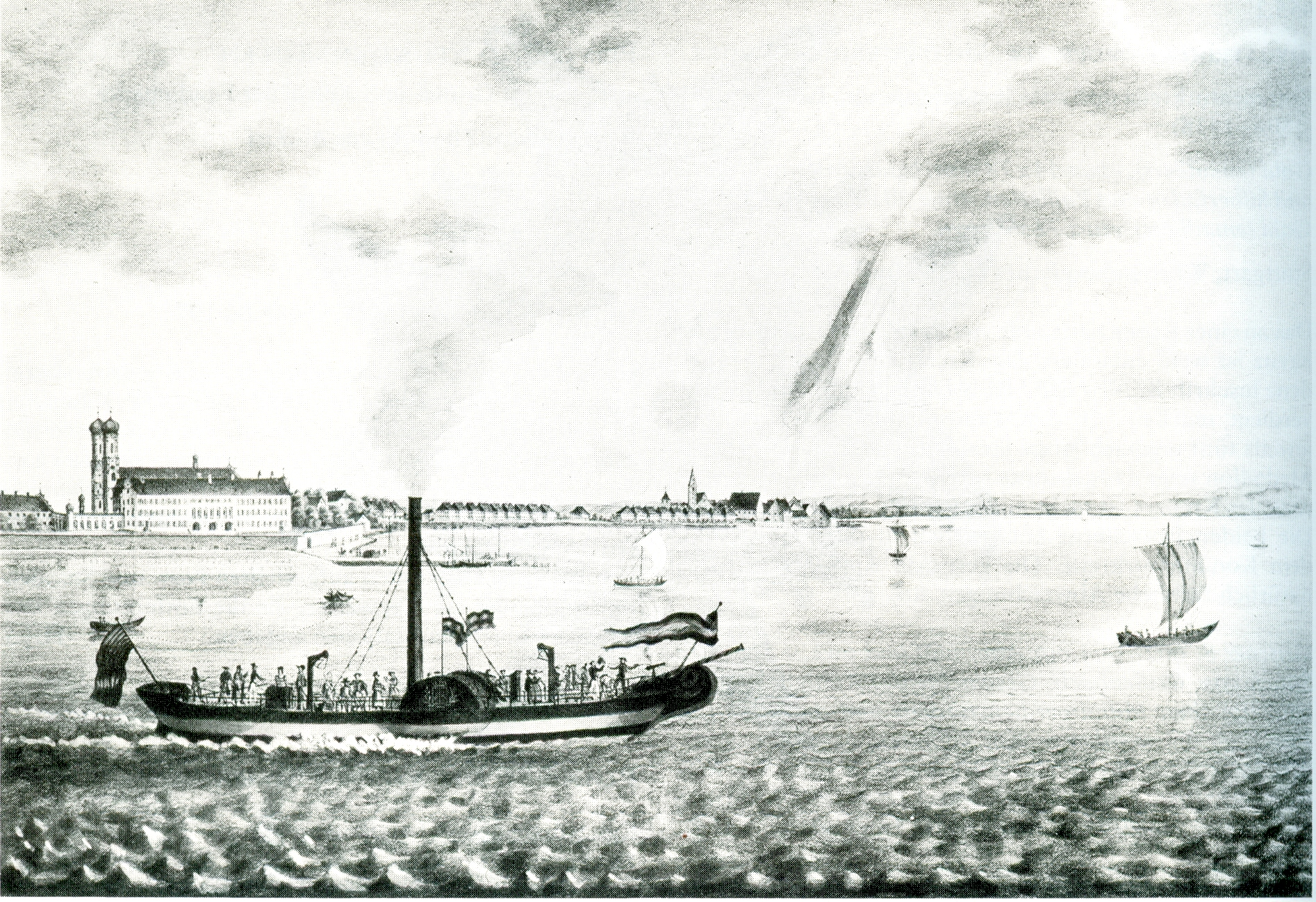
城館（ホーフェン修道院）とフリードリヒスハーフェン市街地の前を航行する「ヴィルヘルム」、1825年頃のリトグラフ

1818年、蒸気船「シュテファニー」によるボーデン湖での蒸気船運航が失敗に終わった後、特にバーデンでは数年間、誰もこの新しい推進技術を使って船を動かそうとしなかった。
シュトゥットガルトの出版人、ヨハン・フリードリヒ・コッタは、当時のアメリカ合衆国ボルドー領事エドワード・チャーチや、コンスタンツの銀行家にして繊維業者であるマケア家のダヴィッド・マケア・ドグネルの影響を受け、ヴィルヘルム1世にボーデン湖での蒸気船運航の提案を行った。エドワード・チャーチは、先立つ1823年5月にジュネーブでレマン湖航路に用いるスイス初の蒸気船「ギヨーム・テル」を進水させていた。王はこの提案に夢中になり、1824年に蒸気船の建造が始まった。同年11月10日に「ヴィルヘルム」が就役し、フリードリヒスハーフェンとロールシャッハ／ロマンスホルンの間で定期運航を開始した。これにより、ボーデン湖で初の定期蒸気船航路が開設された。

1829年には木製の船体が蒸気機関の振動により損傷し、王室の森林から調達したオーク材で修理された。1847年、フリードリヒスハーフェンでは新しい平甲板蒸気外輪船「ケーニギン・フォン・ヴュルテンベルク」が就航し、老朽化した「ヴィルヘルム」は翌年に退役、解体された。1851年には新たに同名の平甲板蒸気外輪船「ヴィルヘルム」が建造された。